# Astorre Tanca
Astorre Tanca (La Spezia, 28 ottobre 1918 – Zignago, 4 marzo 1945) è stato un militare e partigiano italiano durante la seconda guerra mondiale.

## Biografia
Nato alla Spezia da Duilio e Armida Tanca, frequentò dapprima il Ginnasio e poi l'Istituto Magistrale D'Isengard, dove si diplomò nel 1938. Scoppiata la seconda guerra mondiale, venne chiamato alle armi nel gennaio del 1940 in qualità di allievo ufficiale di complemento in forza al 15° Reggimento Fanteria Savona di stanza a Salerno, poi nominato sottotenente il 15 luglio 1940, trasferito al 21° Fanteria e di qui in Sardegna, passando poi il 21 maggio 1942 alle truppe coloniali a Tangeri. Promosso tenente il 1° agosto 1942, venne decorato per il coraggio mostrato, rimanendo ferito il 21 marzo 1943 durante i combattimenti in Africa Settentrionale e quindi rimpatriato a Napoli. Dopo essere stato curato, Tanca venne dimesso dopo 4 mesi di convalescenza, rientrando al deposito militare di Modena il 9 settembre, dove venne fatto prigioniero dai tedeschi. Riuscito a fuggire, arrivò a casa e si presentò al 20° Comando Militare di Cremona presso il quale rimase fino al febbraio 1944. Mandato a casa in licenza straordinaria, non si ripresentò e iniziò a lavorare alla Spezia con le SAP. Ricercato dai fascisti, raggiunse la Brigata Gramsci della IV Zona Operativa, dove assunse subito il comando del reparto degli esploratori partigiani.
Distintosi in occasione del rastrellamento dell'8 ottobre 1944 nel Calicese, passò poi al comando di un distaccamento e attaccò più volte la via Aurelia, punto nevralgico per i trasporti nemici. Protagonista nel novembre 1944 di alcune azioni giunte a segno contro soldati tedeschi e fascisti nel centro di Migliarina, nel novembre 1944 attaccò a Fornola il ponte ferroviario, infliggendo perdite al nemico, ma rimanendo ferito. Nel gennaio 1945 Tanca, aderente al P.C.I., divenne comandante del battaglione garibaldino "Melchiorre Vanni" e, in tale veste, respinse varie puntate nazi-fasciste, attaccando anche reparti delle Brigate Nere a Brugnato. In occasione del rastrellamento del 20 gennaio 1945 ritardò il nemico nel proprio settore, facendo poi sganciare i suoi uomini, ubbidendo così alle direttive impartite giorni prima alle varie Brigate dal comando della IV Zona Operativa. In questa occasione Tanca presentò gravi postumi di congelamento, ma rifiutò cure e ricovero, preferendo invece riorganizzare il suo battaglione, in cui molti continuarono, come lui, a soffrire per le conseguenze delle estenuanti marce a temperature rigidissime. Il 4 marzo 1945 Tanca, il quale già la mattina si trovava con il Comando a Imara superiore, venne raggiunto da una staffetta che lo avvertì come un gruppo di uomini si stesse avvicinando a Pieve di Zignago. In effetti, una cinquantina circa di tedeschi, guidati da spie, stavano risalendo dal fondo valle, seguendo un piano già in corso forse dal giorno prima, quando i partigiani, avendo avvistato una strana luce che ha brillato in modo intermittente dalle finestre di una casa di Rocchetta Vara, si erano ripromessi di verificare la cosa. Tanca trasferì immediatamente a Pieve il Comando, inviò una staffetta a Serò per avvertire un altro nucleo del Battaglione "Vanni", comandato da Eugenio Lenzi "Primula Rossa", e dispose gli uomini in modo da presidiare i luoghi strategicamente più importanti, fra cui, per tentare di tenere aperta la via che conduce alla collina, quello che porta al Monte Dragnone. Verso le 11 del mattino si scatenò un vero inferno di fuoco: Tanca, pur menomato dai postumi del congelamento e impossibilitato a muoversi con rapidità, affrontò il nemico, sparando per coprire i restanti compagni (che si salvarono, sganciandosi) e cadde sul campo colpito alla fronte. In quell'occasione perirono con lui anche i partigiani Battista Marini e Merio Scopsi (Stevens). La battaglia durò fino a sera, quando il nemico, ormai respinto, si allontanò verso Bozzolo.
Astorre Tanca è ricordato, con gli uomini caduti insieme a lui, in un cippo collocato a Pieve (Mezigo), nel luogo in cui è morto; insieme ad altri partigiani in una lapide posta in via Giulio della Torre e, sempre insieme ad altri partigiani, in una lapide sulla facciata della Scuola Elementare G. Carducci alla Spezia, nel quartiere del Canaletto. A Tanca è stato intitolato anche l'omonimo campo sportivo in via Lunigiana.